# Pterolophia oopsida
Pterolophia oopsida là một loài bọ cánh cứng trong họ Cerambycidae.